# Roată topografică

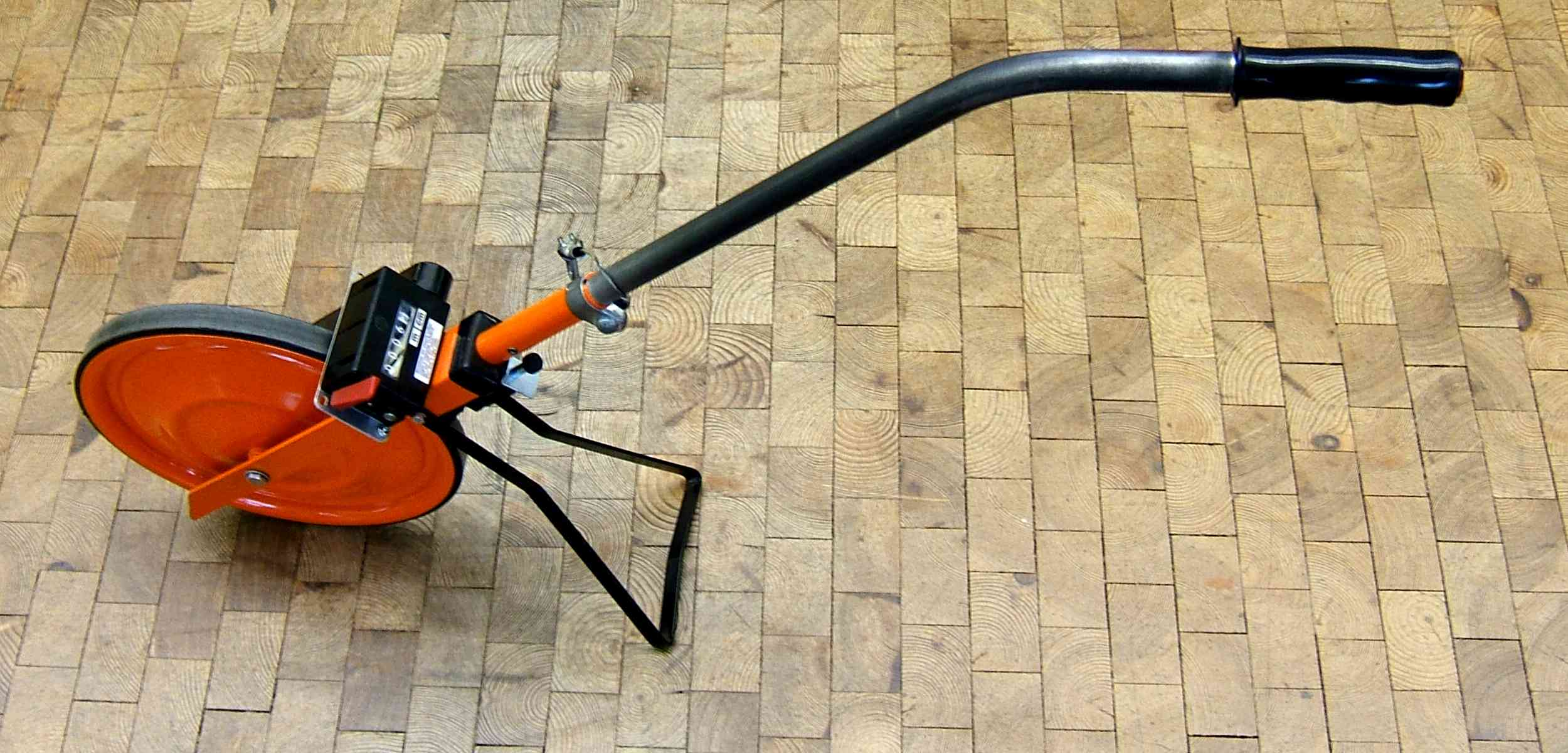
Roată topografică modernă

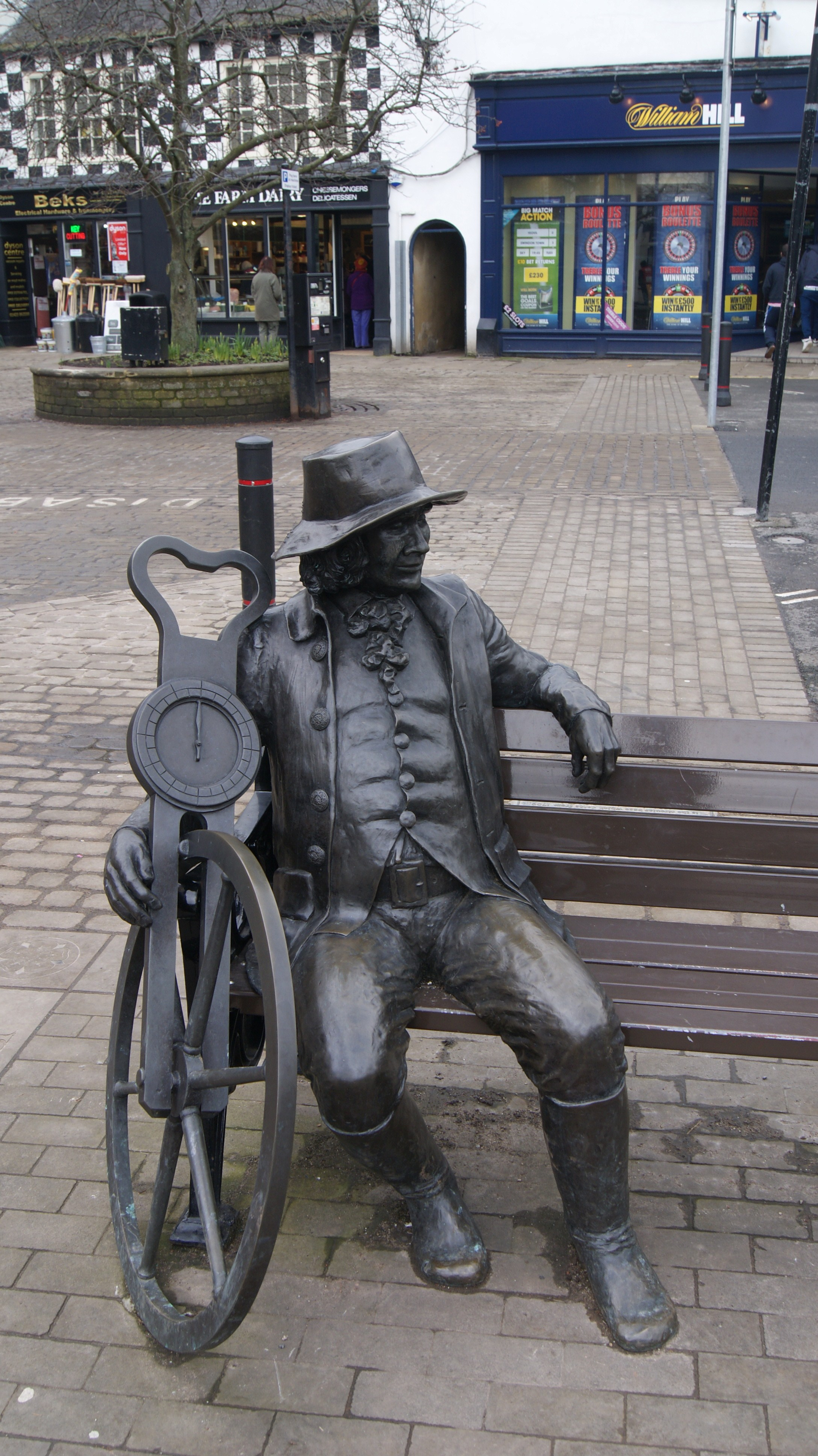
O veche roată topografică reprezentată într-o statuie din secolul al XVIII-lea a constructorului britanic de drumuri John Metcalf.

O roată topografică (numită și roată de măsurare, odometru sau pedometru) este un dispozitiv mecanic de măsurare a distanțelor. Sunt utilizate în principal pentru măsurători care necesită o precizie mai mică. Ele sunt adesea folosite la lucrările de întreținere a drumurilor sau în subteran și de către agricultori pentru măsurători rapide pe distanțe prea incomode pentru a putea fi măsurate cu ruleta.
Roțile topografice moderne sunt construite în principal din aluminiu, cu anvelope pline sau pneumatice pe roată. Unele se pot plia pentru facilitarea transportului sau a depozitării. Roțile pot avea afișaj mecanic sau digital.

## Istorie
Originile roții topografice sunt conectate la originile odometrului. În timp ce acesta din urmă este destinat pentru a măsura distanțele parcurse de un vehicul, roata topografică este specializată pentru a măsura distanțe. 

### Antichitate
Primele descrieri ale odometrelor antice se găsesc în scrierile lui Vitruviu și se crede că invenția poate fi atribuită lui Arhimede care l-a conceput în timpul Primului Război Punic. Alte descrieri pot fi găsite în scrierile lui Heron din Alexandria.

#### Odometrul terestru roman
Civilizația romană a utilizat contorul de parcurs pentru a plasa pietre de hotar, ceea ce ar fi permis planificarea operațiunilor, precum și calcularea costurilor de război. Pe Via Appia se pot găsi încă multe dintre aceste puncte de reper. Complexitatea mecanismului inițial nu pare să fie compatibil cu epoca tehnică respectivă, dar după descoperirea și studiul mecanismului de la Antikythera (un complex planetariu de lucru cu zeci de roți dințate), pare a se confirma faptul că grecii și alți oameni de știință ai vremii au fost capabili de a proiecta și construi aceste dispozitive, care au fost cu nimic mai mult decât „calculatoare" sofisticate dedicate anumitor scopuri.

#### Odometrul naval roman
Dispozitivul utilizat pe navele romane, derivat din odometrul terestru, a fost descris în lucrarea De Architectura de către Vitruviu, arhitect roman și inginer din primului secol î.Hr., și era utilizat pentru măsurarea distanțelor pe mare. Montate pe nave, acesta constatau dintr-o roată cu palete dispuse pe o parte a acestora, care, în contact cu apa, erau puse în mișcare de rotație prin înaintarea navei. O serie de roți dințate, care transmiteau mișcarea la un mecanism, lăsa să cadă într-un container o piatră mică sau o bilă de metal la fiecare rotație a roții, proporțional cu mărimea acesteia, și care corespundea unei mile romane (sau Milium Miliarum).
La sfârșitul călătoriei, numărând pietricelele, se putea afla cât de multe mile de drum au fost. Acest dispozitiv, spre deosebire de contorul de parcurs terestru, avea inexactități în măsurarea distanțelor, derivate din diferitele condiții de pe mare, dar putea da o idee despre distanța parcursă.

### Odometrul lui Leonardo da Vinci

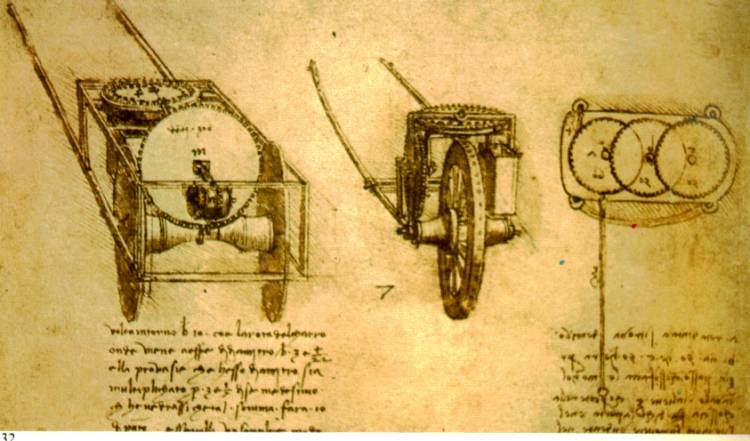
Odometrul lui Leonardo da Vinci

Acesta este cunoscut din notele lui Leonardo da Vinci cu privire la acest aparat, regăsite în documentele Codex Atlanticus. Odometrul conceput de Leonardo pare o roabă prevăzută cu roți dințate; cea verticală realizează un clic la fiecare rotire a butucului roții care se sprijină pe sol, și are în interior o bordură pentru fiecare tură completă pe care o face cea orizontală. Aceasta din urmă este perforată pentru a lăsa să treacă într-o cutie bile metalice sau pietricele al căror număr, la sfârșitul măsurătorii, este utilizat pentru a determina distanța exactă parcursă.

### Perioada modernă timpurie
În secolul al XVII-lea, roata topografică a fost reintrodusă și utilizată pentru a măsura distanțele. O singură roată este atașată la un mâner și dispozitivul poate fi împins sau tras de-a lungul rutei de măsurat de către o persoană care merge pe jos. Mai înainte, dispozitivele erau făcute din lemn și poate aveau o traversă de fier pentru a le asigura rezistență. Roțile erau făcute în același mod ca și roțile de căruță și de multe ori prin aceiași meșteșugari. Dispozitivele de măsurare erau făcute de meșteșugarii de instrumente științifice, apoi dispozitivele și mânerele erau atașate la roată. Dispozitivul pentru citit distanța parcursă era montat fie în apropierea butucului de roată sau în partea de sus a mânerului. În unele cazuri, au fost construite odometre cu roți duble .
Francis Ronalds⁠(en)[traduceți] a extins conceptul în 1827 pentru a crea un dispozitiv care înregistrează distanțele parcurse într-o formă grafică, ca un plan de studiu. Aparatul avea un șurub fără sfârșit⁠(en)[traduceți] pe axa dintre cele două roți, care era coroborat cu o roată dințată ce conducea un alt șurub transversal care mișca un cursor. Un creion de pe cursor înregistra distanța parcursă de șurub în lungul cursorului pe un desen atașat de bord la o scară aleasă.

## Cum funcționează

O diagramă a unei măsurători cu roata topografică.

Roata topografică este marcată în trepte fracționale a rotației de la o poziție de referință. Astfel, poziția sa la un moment anume poate fi reprezentată ca o fracțiune a unei rotații din această referință. Dacă roata a făcut o rotație completă (360 grade unghiulare), distanța parcursă este egală cu circumferința roții. În figura din dreapta, linia albastră este punctul referință de plecare. Pe măsură ce roata se învârte în timpul măsurătorii, se vede că roata parcurge un unghi de {\displaystyle {\frac {3}{4}}\pi } radiani, care este egală cu 135 de grade sau {\displaystyle {\frac {3}{8}}\pi } dintr-o rotație completă.

## Folosirea roții topografice
Fiecare rotație a roții măsoară o anumită distanță, cum ar fi un metru sau un kilometru. Astfel, prin numărarea rotațiilor cu un dispozitiv mecanic atașat la roată se măsoară direct distanțele.
Roțile topografice oferă o măsurătoare de precizie bună pe o suprafață netedă, cum ar fi un trotuar. Pe teren accidentat, patinarea roților poate reduce drastic precizia. Nisipul sau solul noroios pot afecta, de asemenea, rularea roții. La fel de bine, obstacolele din calea drumului ar trebui să fie contabilizate separat. Operatorii experimentați vor urmări orice circumstanțe care pot influența precizia de măsurare a distanțelor și vor măsura porțiunile dificile cu o metodă alternativă, cum ar fi măsurarea cu o ruletă topografică, sau vor face o estimare rezonabilă a corecției pe care trebuie să o aplice.
Roțile topografice sunt utilizate în principal pentru o precizie mai mică a măsurătorilor. Ele sunt adesea folosite la lucrările de întreținere a drumurilor sau în subteran și de către agricultori pentru măsurători rapide pe distanțe prea incomode pentru a fi măsurate cu ruleta.
Roata topografică măsoară distanța de-a lungul unei suprafețe, în timp ce în topografia normală de teren, distanțele dintre puncte sunt de obicei măsurate pe orizontală, cu măsurători verticale pentru a indica diferențele de altitudine. Astfel, distanțele măsurate în mod convențional vor fi mai mici decât cele măsurate cu roata topografică.